# Wulfhard
Wulfhard ist ein althochdeutscher männlicher Vorname mit der Bedeutung "Hart wie ein Wolf".

## Bekannte Namensträger
- Wulfhard Wulflam, (Mitte 14. Jahrhundert – 1409), deutscher Politiker und Bürgermeister Stralsunds
- Wulfhard von Flavigny (855–880/893),  Abt von Flavigny und fränkischer Erzkanzler